# Saint-Michel (Loiret)
Saint-Michel település Franciaországban, Loiret megyében. Lakosainak száma 149 fő (2022. január 1.). Saint-Michel Batilly-en-Gâtinais, Beaune-la-Rolande, Boiscommun és Montbarrois községekkel határos.

## Népesség
A település népessége az elmúlt években az alábbi módon változott:
| Lakosok száma | 125  | 129  | 115  | 121  | 126  | 126  | 123  | 135  | 141  | 149  |
|               | 1968 | 1982 | 1990 | 2006 | 2013 | 2015 | 2017 | 2019 | 2020 | 2022 |